# Eurytetranychus shenyangensis
Eurytetranychus shenyangensis är en spindeldjursart som beskrevs av Yin, Lu och Lan 1987. Eurytetranychus shenyangensis ingår i släktet Eurytetranychus och familjen Tetranychidae. Inga underarter finns listade i Catalogue of Life.